# Wojny meseńskie
Wojny meseńskie – trzy wojny toczone na Peloponezie przez mieszkańców starożytnej krainy Mesenia ze Spartanami. 
Podczas pierwszej wojny około 740–720 p.n.e. Mesenia została podbita przez Spartę, a jej ludność obrócona w państwowych niewolników (helotów). 
Druga (685–670 p.n.e.) i trzecia (465–461 p.n.e.) były powstaniami Meseńczyków przeciwko Sparcie. Obie zakończyły się klęską powstańców.